# Шарлицький район
Шарли́цький район (рос. Шарлыкский район) — муніципальний район Оренбурзької області Російської Федерації.
Адміністративний центр — село Шарлик.

## Географія
Район розташований на північному заході Оренбурзької області. Межує на півночі і сході — з Башкирією (Федоровський район), на півдні — з Октябрським, на заході — з Пономарьовським і Александровським районами області.

## Населення
Населення — 16158 осіб (2019; 18032 в 2010, 22128 у 2002).

## Адміністративний поділ
Район адміністративно поділяється на 17 сільських поселень:
| Поселення                       | Площа, км² | Населення, осіб (2002) | Населення, осіб (2010) | Населення, осіб (2019) | Центр             | Населені пункти |
| ------------------------------- | ---------- | ---------------------- | ---------------------- | ---------------------- | ----------------- | --------------- |
| Богородська сільська рада       | 167,80     | 882                    | 589                    | 462                    | Богородське       | 2               |
| Дубровська сільська рада        | 24,67      | 264                    | 346                    | 349                    | Дубровка          | 2               |
| Зерклинська сільська рада       | 154,83     | 642                    | 451                    | 379                    | Зеркло            | 2               |
| Ількульганська сільська рада    | 173,02     | 713                    | 533                    | 457                    | Ількульган        | 2               |
| Казанська сільська рада         | 150,73     | 857                    | 688                    | 587                    | Казанка           | 3               |
| Константиновська сільська рада  | 191,18     | 850                    | 537                    | 460                    | Константиновка    | 4               |
| Новоархангельська сільська рада | 103,78     | 589                    | 422                    | 342                    | Новоархангельське | 1               |
| Новомусинська сільська рада     | 182,57     | 1497                   | 1161                   | 1005                   | Новомусино        | 3               |
| Новонікольська сільська рада    | 79,23      | 417                    | 300                    | 285                    | Новонікольське    | 2               |
| Парадеєвська сільська рада      | 73,33      | 358                    | 302                    | 261                    | Парадеєво         | 1               |
| Преображенська сільська рада    | 244,13     | 741                    | 430                    | 350                    | Преображенка      | 4               |
| Путятінська сільська рада       | 309,59     | 1357                   | 1049                   | 890                    | Путятіно          | 8               |
| Ратчинська сільська рада        | 139,20     | 948                    | 733                    | 601                    | Ратчино           | 2               |
| Сарманайська сільська рада      | 253,82     | 1290                   | 983                    | 753                    | Сарманай          | 5               |
| Слоновська сільська рада        | 135,50     | 743                    | 520                    | 373                    | Слоновка          | 2               |
| Тітовська сільська рада         | 156,19     | 1063                   | 747                    | 622                    | Тітовка           | 3               |
| Шарлицька сільська рада         | 337,10     | 8917                   | 8241                   | 7982                   | Шарлик            | 3               |

## Найбільші населені пункти
Нижче подано перелік населених пунктів з чисельність населення понад 1000 осіб:
| № | Населений пункт | Населення, осіб (2002) | Населення, осіб (2010) |
| - | --------------- | ---------------------- | ---------------------- |
| 1 | Шарлик          | 8117                   | 7575                   |

## Господарство
Спеціалізація Шарлицького району — сільськогосподарська: зернова і м'ясо-молочна. У валовому зборі зерна виділяються: яра пшениця, озиме жито і ячмінь, також вирощується соняшник.

## Цікаві факти
У села Прохорівка знаходиться комплекс курганів IV—III століть до н. е., розкопаних С. І. Руденко. На основі Прохорівських курганів була виділена сарматська культура.